# 本尼·布朗
本尼·布朗（英語：Benny Brown，1953年9月27日—1996年2月1日），美国男子田径运动员，主攻短跑。他曾代表美国参加1976年夏季奥林匹克运动会田径比赛，获得男子4×400米接力金牌。